# Patrick Pentz
Patrick Pentz né le 2 janvier 1997 à Salzbourg en Autriche, est un footballeur international autrichien évoluant au poste de gardien de but avec le Brøndby IF.

## Biographie

### En club

#### FK Austria Vienne
Né à Salzbourg en Autriche, Patrick Pentz passe une partie de sa formation au RB Salzbourg avant de rejoindre en 2013 le centre de formation du FK Austria Vienne. C'est avec ce club qu'il fait ses débuts en professionnel. Il est lancé le 15 mai 2016 pour remplacer l'habituel titulaire, Robert Almer lors de la victoire de son équipe en championnat par trois buts à zéro contre le SK Sturm Graz.
Il devient titulaire dans le but de l'Austria Vienne au cours de l'année 2018. Pentz joue son centième match pour l'Austra Vienne face au club de sa ville natale et où il a été formé, le RB Salzbourg lors d'une rencontre de coupe d'Autriche le 6 février 2021. Son équipe s'incline par deux buts à zéro ce jour-là. Il est élu meilleur gardien du championnat autrichien à l'issue de la saison 2020-2021, où il n'a pas ailleurs manqué aucun match de son équipe,,.

#### Passages au Stade de Reims puis au Bayer Leverkusen
Le 9 juillet 2022, Patrick Pentz quitte le FK Austria Vienne afin de rejoindre la France pour s'engager en faveur du Stade de Reims. Il signe un contrat courant jusqu'en juin 2025 et vient pour occuper une place de titulaire dans le but rémois après le départ de Predrag Rajković,.
Peu convaincant lors de ses premiers matchs, malgré une place de titulaire au début de la saison, il finit par être relégué sur le banc par son entraîneur Óscar García au profit de Yehvann Diouf, l'émergence de ce dernier assombrit alors le futur de Pentz à Reims.
Sous les couleurs du Stade de Reims depuis juillet 2022, il signe au mercato hivernal avec le Bayer Leverkusen jusqu’en 2025.

#### Brøndby IF
Le 18 août 2023, Patrick Pentz rejoint le Brøndby IF sous la forme d'un prêt d'une saison. Il arrive notamment pour être titulaire dans les buts après le départ de Mads Hermansen.
Après s'être imposé dans les buts du Brøndby IF, Patrick Pentz rejoint définitivement le club en signant le 10 juin 2024 un contrat de quatre ans, soit jusqu'en juin 2028,.
Grâce à ses bonnes performances, Pentz est élu joueur de l'année 2024 au Brøndby IF, devançant Yuito Suzuki et Jacob Rasmussen, nominés pour ce titre. Il est également élu meilleur gardien du championnat danois pour l'année 2024.

### En sélection
Patrick Pentz est sélectionné pour la première fois avec l'équipe d'Autriche espoirs le 3 juin 2018 face à la Tchéquie, contre qui les Autrichiens s'inclinent sur le score de trois buts à deux. Avec cette sélection, il fait partie du groupe qui participe au championnat d'Europe espoirs en 2019, mais il n'y joue aucun match, étant la doublure d'Alexander Schlager.
En novembre 2021, il est convoqué pour la première fois avec l'équipe nationale d'Autriche, par le sélectionneur Franco Foda, où il remplace numériquement Alexander Schlager, touché au genou.
Le 7 juin 2024, il fait partie de la liste des 26 joueurs convoqués par Ralf Rangnick pour disputer l'Euro 2024. En l'absence d'Alexander Schlager, titulaire durant les derniers rassemblements de l'Autriche mais blessé et donc forfait pour le tournoi, c'est Patrick Pentz qui est choisi pour être le gardien titulaire dans les buts autrichiens. Son principal concurrent pour occuper ce rôle est Heinz Lindner mais après sa bonne saison en club avec le Brøndby IF, Pentz est le successeur logique de Schlager selon Rangnick. Niklas Hedl est quant à lui le troisième choix dans la hiérarchie des gardiens. Pentz commence ainsi son euro dans les buts contre la France le 17 juin 2024 où, malgré la défaite de son équipe (0-1), il se montre à son avantage et décisif à plusieurs reprises face à une attaque française menée par Kylian Mbappé et Marcus Thuram notamment. Sa prestation est par ailleurs saluée par la presse,

## Palmarès

### En club
Il est vice-champion du Danemark en 2024 avec le Brøndby IF.

### Distinction personnelle
- Meilleur gardien du championnat d'Autriche : saison 2020-2021 et saison 2021-2022.

- Meilleur gardien du championnat du Danemark : saison 2023-2024.